# Batilde di Borbone-Orléans
Batilde di Orléans (nome completo: Louise Marie Thérèse Bathilde) (Saint-Cloud, 9 luglio 1750 – Parigi, 10 gennaio 1822) era l'unica figlia femmina del Duca d'Orléans Luigi Filippo I di Borbone-Orléans e della moglie Luisa Enrichetta di Borbone-Conti, e madre del Duca d'Enghien.

## Biografia

### Gioventù e matrimonio
Figlia di Luigi Filippo I, duca d'Orléans, rimase orfana di madre all'età di nove anni: la nuova compagna del padre riuscì, per gelosia, a convincere il Duca a mandare la figlia al convento di Panthémont, luogo che Batilde lasciò solo all'età di vent'anni, quando ne uscì per sposare il cugino, il duca di Borbone, figlio del principe di Condé, che all'epoca era un adolescente di soli quattordici anni. Egli si stancò di lei dopo appena sei mesi e dai loro sporadici e presto inesistenti rapporti intimi nacque un unico figlio, il duca d'Enghien, nel 1772.
Nel 1775 fu nominata Gran Maestra della Massoneria d'Adozione, ma il suo grado, approvato dal Grande Oriente di Francia nel 1781, fu in pratica solo onorifico.
I tradimenti del suo consorte vennero scandalosamente alla luce nel 1778 e le conseguenze ricaddero interamente sulla donna: si separarono nel 1780 ed ella, in quanto sposa separata, non fu più ricevuta negli ambienti aristocratici e dovette riorganizzare la sua vita nella dorata solitudine del Chateau de Chantilly. Dalla relazione con un ufficiale di marina ebbe in segreto una figlia, che fu ufficialmente dichiarata figlia del suo segretario, in modo da consentirle di tenerla presso di sé. Nel 1787 comprò il Palazzo dell'Eliseo da Luigi XVI e fece costruire piccoli villaggi, simili a Le Hameau di Maria Antonietta al palazzo di Versailles. Abbandonò il cristianesimo per dedicarsi all'occulto, studiando le arti della chiromanzia, l'astrologia, l'interpretazione dei sogni e il mesmerismo, come il magnetismo animale. Di tutti i suoi familiari l'unico che amò fu il figlio. Tenne un salotto che presto acquistò grande notorietà in Europa, per la libertà di pensiero e per gli spiriti brillanti che lo frequentavano.

### Rivoluzione francese
Durante la rivoluzione francese, come il fratello Filippo, Batilde si scoprì democratica. Mentre l'ancien régime crollava, suo marito, suo figlio e suo suocero, entrambi realisti, fuggivano all'estero dopo la presa della Bastiglia: lei, invece, prese il nome di Citoyenne Vérité (cittadina Verità). Minacciata, offrì la sua ricchezza alla Prima Repubblica Francese prima che le venisse confiscata.
Nell'aprile 1793 suo nipote Luigi Filippo, duca di Chartres, si schierò con l'Austria. Per vendetta la Convenzione Nazionale decretò l'imprigionamento a Marsiglia di tutti i Borbone ancora residenti in Francia; ricompensata così per la sua fedeltà agli ideali democratici della rivoluzione, visse un anno e mezzo in una sinistra cella, mentre nel novembre dello stesso anno suo fratello veniva ghigliottinato. Risparmiata miracolosamente durante il Terrore, Batilde fu liberata durante la reazione del Termidoro e poté tornare nella sua residenza nel Palazzo dell'Eliseo a Parigi. Costretta a condurre una vita misera e grama dovette affittare la maggior parte del palazzo.

### Esilio in Spagna
Nel 1797, il Direttorio decise di esiliare gli ultimi Borboni ancora in Francia che non erano già stati giustiziati. Fu caricata in una vecchia carrozza assieme ai pochi oggetti che ancora possedeva e mandata in Spagna con la figlia illegittima. Durante il viaggio, che durò parecchi mesi, intrecciò, a quarantasette anni, una relazione con il prestante gendarme ventisettenne che la scortava. Mantennero una corrispondenza fino a quando lui non fu richiamato in Francia.
Relegata nei pressi di Barcellona, Batilde fondò, malgrado gli scarsi mezzi, una farmacia e un dispensario per i poveri e la sua casa si trasformò in un luogo d'accoglienza per tutti coloro che avevano bisogno di aiuto. Divenne anche completamente repubblicana durante questo periodo, nonostante la sua condizione di esiliata.
Nel 1804 Napoleone, che lei ammirava, rapì e fece fucilare il suo unico figlio nel fossato del Castello di Vincennes: per i dieci anni successivi, l'imperatore impedì alla madre della sua vittima più famosa di mettere piede in Francia. Batilde poté godere la sua vendetta nel 1814, quando la gente, vedendo in lei la madre del martire di Vincennes, la applaudì lungo le strade che la riportavano a Parigi.

### Ritorno in Francia
Nel 1815, all'inizio della Restaurazione, Luigi XVIII scambio l'Hôtel Matignon col palazzo dell'Eliseo. Batilde installò subito una comunità di suore negli ambienti di Palazzo Matignon, perché pregassero per le anime delle vittime della rivoluzione francese. La sua famiglia, secondo l'ordine morale che caratterizzava la nuova era, spingeva perché tornasse a vivere con il marito dopo una separazione durata quaranta anni, ma lei rifiutò. Anzi, come provocazione, si mise in casa il bel gendarme che l'aveva accompagnata fino in Spagna nel 1797, ma egli morì di malattia tre anni dopo.
Nel 1822, mentre partecipava ad una processione verso il Panthéon, perse conoscenza e morì nella casa di un professore di legge alla Sorbona. Il nipote Luigi Filippo, che possedeva il manoscritto delle sue memorie e molte informazioni sul giovane gendarme, bruciò ogni cosa nel tentativo di dare un'aria di rispettabilità ad una donna che per tutta la vita aveva combattuto per affermare la propria identità e le proprie inclinazioni.

## Figli
1. Luigi Antonio di Borbone, Duca d'Enghien (2 agosto 1772 – 21 marzo 1804), morì senza figli.

## Antenati
|                                    |                                  |                                       | Genitori                               |  |  | Nonni |  |  | Bisnonni                      |  |  | Trisnonni                    |  |
|                                    |                                  |                                       |                                        |  |  |       |  |  | Filippo II di Borbone-Orléans |  |  | Filippo I di Borbone-Orléans |  |
|                                    |                                  |                                       |                                        |  |  |       |  |  | Filippo II di Borbone-Orléans |  |  | Filippo I di Borbone-Orléans |  |
|                                    |                                  | Elisabetta Carlotta del Palatinato    |                                        |  |  |       |  |  | Filippo II di Borbone-Orléans |  |  |                              |  |
| Luigi di Borbone-Orléans           |                                  |                                       |                                        |  |  |       |  |  | Filippo II di Borbone-Orléans |  |  |                              |  |
|                                    |                                  | Francesca Maria di Borbone-Francia    | Luigi XIV di Francia                   |  |  |       |  |  |                               |  |  |                              |  |
|                                    |                                  | Francesca Maria di Borbone-Francia    | Luigi XIV di Francia                   |  |  |       |  |  |                               |  |  |                              |  |
|                                    |                                  | Francesca Maria di Borbone-Francia    | Françoise-Athénaïs di Montespan        |  |  |       |  |  |                               |  |  |                              |  |
| Luigi Filippo I di Borbone-Orléans |                                  | Francesca Maria di Borbone-Francia    |                                        |  |  |       |  |  |                               |  |  |                              |  |
|                                    |                                  | Luigi Guglielmo di Baden-Baden        | Ferdinando Massimiliano di Baden-Baden |  |  |       |  |  |                               |  |  |                              |  |
|                                    |                                  | Luigi Guglielmo di Baden-Baden        | Ferdinando Massimiliano di Baden-Baden |  |  |       |  |  |                               |  |  |                              |  |
|                                    |                                  | Luigi Guglielmo di Baden-Baden        | Luisa Cristina di Savoia-Carignano     |  |  |       |  |  |                               |  |  |                              |  |
| Augusta di Baden-Baden             |                                  | Luigi Guglielmo di Baden-Baden        |                                        |  |  |       |  |  |                               |  |  |                              |  |
|                                    |                                  | Sibilla Augusta di Sassonia-Lauenburg | Giulio Francesco di Sassonia-Lauenburg |  |  |       |  |  |                               |  |  |                              |  |
|                                    |                                  | Sibilla Augusta di Sassonia-Lauenburg | Giulio Francesco di Sassonia-Lauenburg |  |  |       |  |  |                               |  |  |                              |  |
|                                    |                                  | Sibilla Augusta di Sassonia-Lauenburg | Edvige del Palatinato-Sulzbach         |  |  |       |  |  |                               |  |  |                              |  |
| Batilde d'Orléans                  |                                  | Sibilla Augusta di Sassonia-Lauenburg |                                        |  |  |       |  |  |                               |  |  |                              |  |
|                                    | Francesco Luigi di Borbone-Conti | Armando di Borbone-Conti              |                                        |  |  |       |  |  |                               |  |  |                              |  |
|                                    | Francesco Luigi di Borbone-Conti | Armando di Borbone-Conti              |                                        |  |  |       |  |  |                               |  |  |                              |  |
|                                    | Francesco Luigi di Borbone-Conti | Anna Maria Martinozzi                 |                                        |  |  |       |  |  |                               |  |  |                              |  |
| Luigi Armando II di Borbone-Conti  | Francesco Luigi di Borbone-Conti |                                       |                                        |  |  |       |  |  |                               |  |  |                              |  |
|                                    |                                  | Maria Teresa di Borbone-Condé         | Enrico III Giulio di Borbone-Condé     |  |  |       |  |  |                               |  |  |                              |  |
|                                    |                                  | Maria Teresa di Borbone-Condé         | Enrico III Giulio di Borbone-Condé     |  |  |       |  |  |                               |  |  |                              |  |
|                                    |                                  | Maria Teresa di Borbone-Condé         | Anna del Palatinato                    |  |  |       |  |  |                               |  |  |                              |  |
| Luisa Enrichetta di Borbone-Conti  |                                  | Maria Teresa di Borbone-Condé         |                                        |  |  |       |  |  |                               |  |  |                              |  |
|                                    |                                  | Luigi III di Borbone-Condé            | Enrico III Giulio di Borbone-Condé     |  |  |       |  |  |                               |  |  |                              |  |
|                                    |                                  | Luigi III di Borbone-Condé            | Enrico III Giulio di Borbone-Condé     |  |  |       |  |  |                               |  |  |                              |  |
|                                    |                                  | Luigi III di Borbone-Condé            | Anna del Palatinato                    |  |  |       |  |  |                               |  |  |                              |  |
| Luisa Elisabetta di Borbone-Condé  |                                  | Luigi III di Borbone-Condé            |                                        |  |  |       |  |  |                               |  |  |                              |  |
|                                    |                                  | Luisa Francesca di Borbone-Francia    | Luigi XIV di Francia                   |  |  |       |  |  |                               |  |  |                              |  |
|                                    |                                  | Luisa Francesca di Borbone-Francia    | Luigi XIV di Francia                   |  |  |       |  |  |                               |  |  |                              |  |
|                                    |                                  | Luisa Francesca di Borbone-Francia    | Françoise-Athénaïs di Montespan        |  |  |       |  |  |                               |  |  |                              |  |
|                                    |                                  | Luisa Francesca di Borbone-Francia    |                                        |  |  |       |  |  |                               |  |  |                              |  |

## Titoli

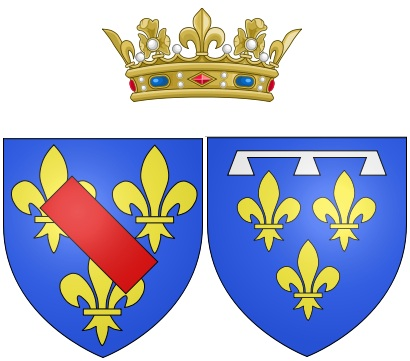
Stemma di Batilde come Duchessa di Borbone, Principessa di Condé

- 9 luglio 1750 - 24 aprile 1770: Sua Altezza Serenissima Mademoiselle
- 24 aprile 1770 - 2 agosto 1772: Sua Altezza Serenissima La Duchessa d'Enghien
- 2 agosto 1772 - 18 maggio 1818: Sua Altezza Serenissima La Duchessa di Borbone
- 18 maggio 1818 - 10 gennaio 1822: Sua Altezza Serenissima La Principessa di Condé